# Каллагов, Олег Таузбекович
Олег Таузбекович Каллагов (род. 15 мая 1981) — российский и узбекистанский борец вольного стиля. Призёр Азиатских игр.

## Спортивные результаты
- Чемпионат Европы по борьбе среди юниоров 1999 — ;
- Чемпионат Европы по борьбе среди юниоров 2000 — ;
- Чемпионат мира по борьбе среди юниоров 2000 — ;
- Чемпионат мира по борьбе 2005 — 15;
- Чемпионат Азии по борьбе 2006 — 5;
- Азиатские игры 2006 — ;
- Кубок мира по борьбе 2007 — 5;
- Кубок мира по борьбе 2007 (команда) — ;
- Чемпионат Азии по борьбе 2008 — 5;
- Кубок мира по борьбе 2010 — 7;
- Кубок мира по борьбе 2010 (команда) — 8;